# Cape Coast Sports Stadium
Cape Coast Sports Stadium – wielofunkcyjny stadion w Cape Coast w Ghanie. Jest używany głównie do meczów piłki nożnej. Swoje spotkania w roli gospodarza rozgrywa na nim drużyna Ebusua Dwarfs. Obiekt może pomieścić 15 000 osób. 

## Historia stadionu

### Budowa
23 marca 2012 roku ghański Minister ds. Sportu i Młodzieży podpisał porozumienie z chińskim rządem w sprawie finansowania budowy nowego stadionu w Cape Coast. Cape Coast Sports Stadium został zaprojektowany przez chińską firmę IPPR International Engineering Corporation pod kierownictwem architekta Zhou Jun. Budowa rozpoczęła się w 2013 roku, a oficjalne otwarcie stadionu nastąpiło 3 maja 2016 roku. 

## Dane stadionu
Stadion dysponuje 300 miejscami parkingowymi, dwoma boiskami do koszykówki, boiskiem do piłki ręcznej i kortem tenisowym oraz halą sportową. 
Cały kompleks posiada hostel na 22 pokoje, stołówkę, kuchnię, system przeciwpożarowy, a także pomieszczenia magazynowe.  